# آناکوندا (ترانه نیکی میناژ)
«آناکوندا» تک‌آهنگی از هنرمند اهل ترینیداد و توباگو نیکی میناژ است که در ۴ اوت ۲۰۱۴ منتشر شد.
این تک‌آهنگ در چارت‌های ، در رتبه اول و در چارت‌های کانادا، استرالیا، نیوزلند، جزو ده ترانه اول قرار گرفت.